# NGC 1352
NGC 1352 je galaksija u zviježđu Eridan.

## Vanjske poveznice
- SEDS: NGC 1352